# Roland Bugatti

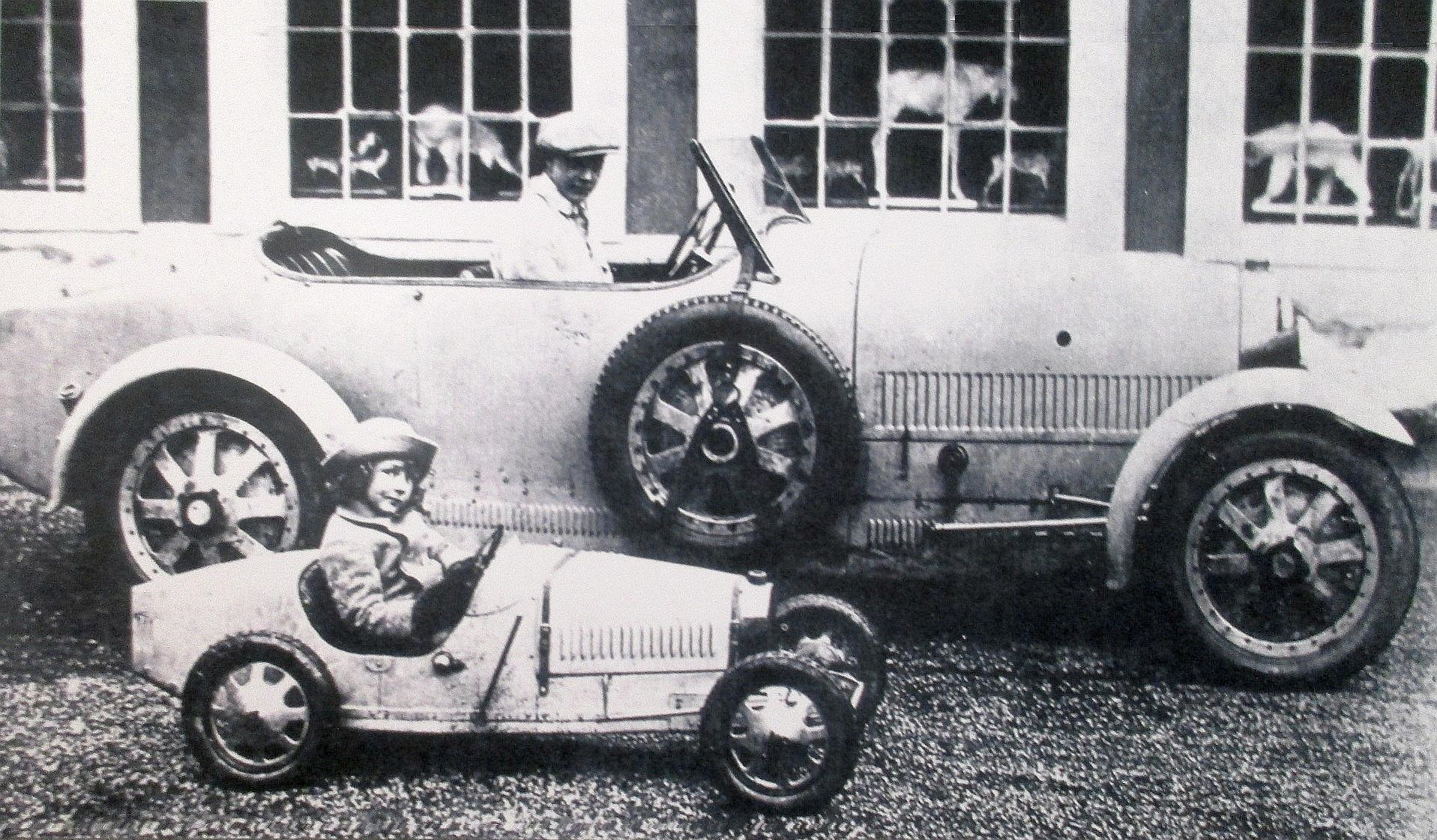
Roland Bugatti niño en un Bugatti Type 52. En segundo plano, su hermano Jean en un Bugatti Type 43

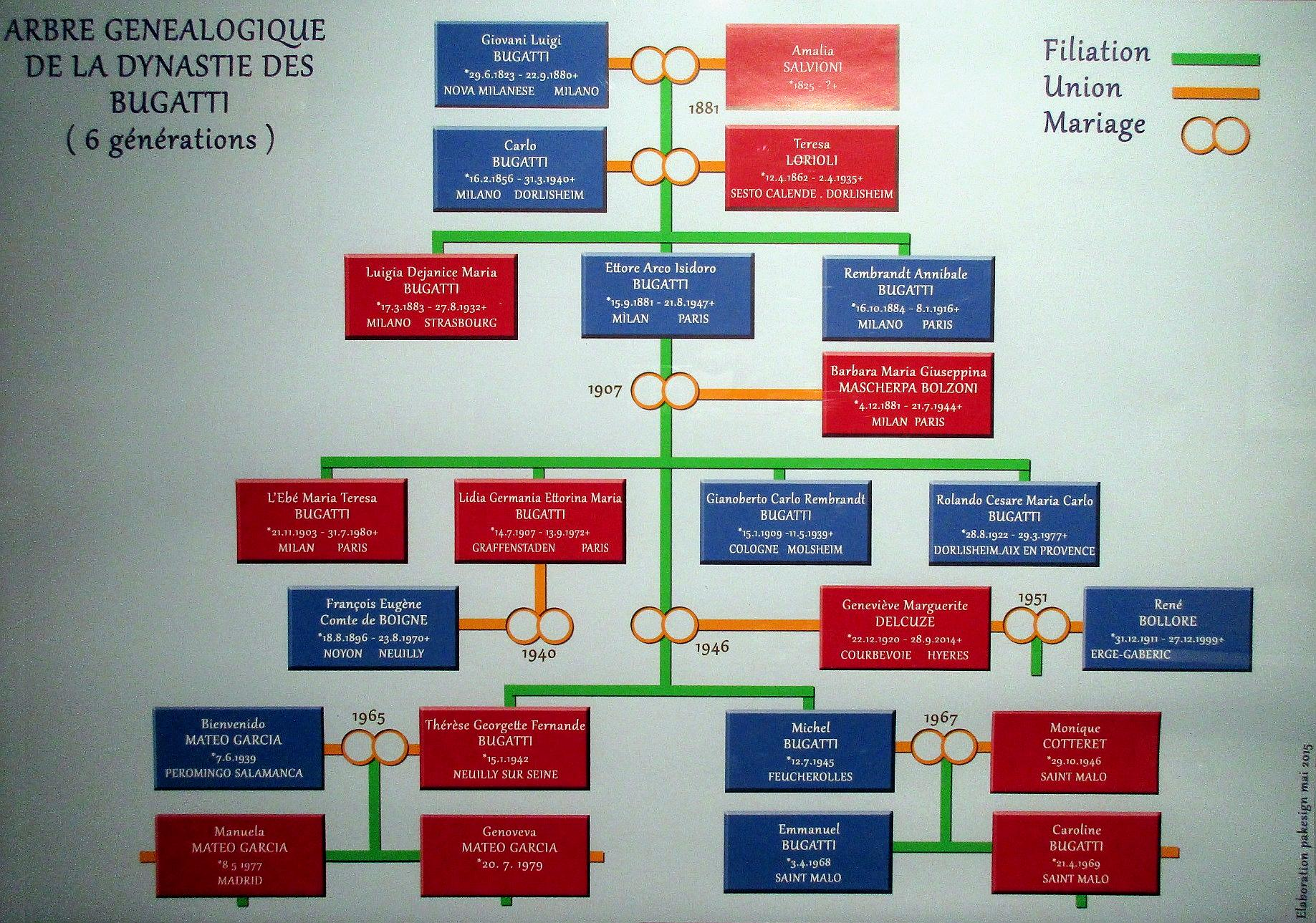
Árbol genealógico de la familia Bugatti

Rolando Cesare Maria Bugatti (Dorlisheim, 23 de agosto de 1922 – Aix-en-Provence, 29 de marzo de 1977) fue un empresario automovilístico italiano. Hijo de Ettore Bugatti, estuvo ligado a la etapa final de la empresa Bugatti en manos de su familia.

## Biografía
Rolando Bugatti, más conocido con el nombre de Roland, era el cuarto hijo de Ettore Bugatti y su primera esposa, Barbara Maria Guiseppina Mascherpa Bolzoni.
Nació en Dorlisheim, donde su padre Ettore había construido la fábrica de automóviles Bugatti.
Hermano menor del conocido Jean, Roland se convirtió en el candidato a suceder a su padre al frente de la compañía después de la muerte de su hermano en 1939. Sin embargo, dada su corta edad (Roland contaba con tan solo 17 años), su padre Ettore decidió dejar en un segundo plano la fábrica para ocuparse personalmente de la formación de su hijo. Durante el período de la Segunda Guerra Mundial, la compañía experimentó momentos difíciles, complicados por la muerte de Ettore en 1947.
Roland tuvo que hacerse cargo en solitario del funcionamiento de la empresa, que se encontraba en una grave crisis. Aunque dotado tanto mecánica como técnicamente, no logró reflotar la compañía, que fue vendida en 1956.

## Intentos de recuperar la marca Bugatti
Bugatti construyó nuevos coches con los chasis de antes de la Segunda Guerra Mundial, que se pudieron recuperar sin daños después del conflicto, y se vendieron con el nombre Bugatti Type 101. El Type 101 fue el sucesor oficial del "Bugatti Type 57". Muchos lo consideran el último Bugatti verdadero, pero no tuvo éxito, principalmente debido a su tecnología obsoleta. Ocho unidades del Tipo 101 se fabricaron en Molsheim entre 1951 y 1956, y seis de ellas fueron vendidas.
En 1951, Roland asumió la dirección de la compañía junto con René Bolloré, el segundo esposo de la viuda de Ettore Bugatti (Geneviève Marguerite Delcuze). Desde entonces, Bugatti se había dedicado principalmente al mantenimiento de vehículos antiguos y de las unidades ferroviarias (los Automotores Bugatti) construidas por la firma en la década de 1930, así como a la construcción de motores para las Fuerzas Armadas francesas. Por un lado, los automóviles que producían no tenían ninguna posibilidad contra los nuevos desarrollos tecnológicamente más avanzados de los competidores franceses e internacionales; y por otro lado, la situación financiera de la marca Bugatti era muy delicada, por lo que la producción de automóviles se interrumpió en 1956.
Roland Bugatti intentó nuevamente en 1956 relanzar la firma, participando en la Fórmula 1 con el Bugatti Type 251. Por última vez, un automóvil de carreras Bugatti tomó la salida en el Gran Premio de Francia, disputado aquel año en Reims. El piloto fue Maurice Trintignant. Sin embargo, el monoplaza de motor central Type 251 solo logró completar 18 vueltas al circuito antes de quedar fuera de carrera  debido a un cable del acelerador defectuoso. El Bugatti Type 252, que se diseñó como sucesor del 251, no pasó del estado del prototipo. Desde entonces, la compañía languideció hasta 1963, realizando reparaciones y conversiones a los viejos Bugatti.
|  |  |  |

Roland Bugatti finalmente vendió la compañía al grupo aeroespacial francés (y antiguo fabricante de automóviles español) Hispano-Suiza en 1963, debido a las altas deudas y pérdidas acumuladas. En el mismo año, los coleccionistas Fritz y Hans Schlumpf, llegaron a un acuerdo con Roland Bugatti y los otros herederos, y adquirieron para su colección todos los Bugatti restantes, incluidos los prototipos, motores y piezas de repuesto. Al mismo tiempo, se aseguraron contractualmente el derecho de revisión, reparación y reparación del material ferroviario.